# Mioblasto
O mioblasto é uma célula percursora das fibras musculares, presente em todos os músculos esqueléticos.